# Unnasjön, Västmanland
Unnasjön var en sjö, nu våtmark, i Lindesbergs kommun i Västmanland och ingår i Norrströms huvudavrinningsområde.